# 神流川の戦い
神流川の戦い（かんながわのたたかい）は、天正10年6月16日（1582年7月5日）から6月19日（同7月8日）にかけて、織田信長が本能寺の変によって敗死した後、織田方の滝川一益と北条氏直・北条氏邦が武蔵国賀美郡周辺で争った戦い。天正壬午の乱における戦闘の1つにも数えられる。戦国時代を通じて関東地方でもっとも大きな野戦とも言われている。

## 背景

### 甲州征伐
関東の戦国大名後北条氏は天正8年（1580年）頃から織田氏と同盟関係にあり、当主氏直と信長の息女の縁組も実現間近だった。信長が当時敵対していた武田勝頼の室は、氏直の父で北条家前当主北条氏政の妹に当たる。このため当初、氏政は親武田を模索するが、上杉氏の御館の乱における勝頼との対立によって第二次甲相同盟は破綻した。この後、北条家は織田家との同盟に家運を賭けて取り組んでおり対武田に大軍の動員態勢をとった。
天正10年（1582年）2月、信長の嫡男・織田信忠を大将とする織田軍は単独で電撃的に侵攻した（甲州征伐）。結果的に北条軍や信長の本隊が進む以前に武田家はあっけなく崩壊する。この際、焦った北条家から織田家に対して侵攻の機をみるために戦況をうかがった記録が残っている。こうした記録により、織田家は表面上の友好関係で糊塗しながら戦後の交渉などを有利とするために情報封鎖を敢行したのだと考えられている。
北条軍は戦意旺盛ながらも東海道から駿河方面への進出と甲州街道から甲斐国郡内、あるいは上野方面への方針が定まらず、旧領の駿河東部の武田家の勢力を駆逐するなど一定の成果を挙げたものの、戦略的には右往左往する。上野方面では3月12日に北条氏邦が真田昌幸に北条家に降るよう書状を送っているが、大きな戦果を挙げられず、武田家滅亡(3月11日)を迎えた。

### 滝川一益による関東支配
甲州征伐終了後の3月23日、織田信長は重臣・滝川一益に上野一国と信濃の小県郡・佐久郡を与え、織田家に従った関東諸侯をその与力とした。一益は箕輪城、次いで厩橋城を本拠とし、北毛の沼田城に滝川益重、西毛の松井田城に津田秀政、佐久郡の小諸城に道家正栄を置いた。残る武田領は、3月29日、河尻秀隆が甲斐一国（穴山領除く）と諏訪郡、森長可が信濃4郡、毛利長秀が伊奈郡を与えられ、木曾義昌が木曽谷と安曇郡、筑摩郡を安堵された。従って、北条家の領土の加増は無かった。
一益は新領地統治にあたり、関東の諸将に対して本領を安堵することを申し渡した為、近隣の諸将は人質を伴い次々と出仕した。この時、佐野氏の天徳寺宝衍と、倉賀野城主の倉賀野秀景は側近とされ、関東の佐竹義重・宇都宮国綱・里見義頼、更には奥州の伊達輝宗・蘆名盛隆と連絡をとっている。しかしながら、千葉邦胤、武田豊信は出仕を拒否し、古河公方・足利義氏とその家臣・簗田晴助には一益からの連絡自体が行われていなかった（後者に関しては、織田政権が東国平定の後は古河公方を廃して、小弓公方を称していた足利頼淳を取り立てる予定であったとする研究者もいる）。
天正10年（1582年）5月には、一益は諸領主を厩橋城に集め能興行を開催、嫡男（一忠）、次男（一時）を伴い自ら玉蔓を舞っている。この興行には北条家も参加しており、表面的には両家の友好ムードは一層高まっていた。
滝川家中では北条家の勢力を「南方」と呼び、丁重な応対が為されていたが、その一方で一益は祇園城(下野)を元の城主である小山秀綱に返還させるなど北条側に不利な裁定を下すこともあり、織田家との同盟に家運を賭けているとはいえ、関東管領の座を従前から志向する北条家としては内心穏やかならざる状況でもあった。特に、上野が織田直轄領の観を呈し、佐竹義重を頼っていた太田資正・梶原政景親子までもが一益に伺候すると、北条家にも焦りや織田家に対する不信感が芽生えていた。

### 本能寺の変

#### 本能寺の変と上州諸将
6月2日、織田信長が本能寺の変によって横死してしまう。
6月9日、一益にもその報が届き、篠岡平右衛、津田治右衛門、滝川益重等の家臣を呼び伝えたところ、滝川益重等は「このことは上野衆に隠密にして、上洛することが当然である。国人を集めて披露するなど軽率なり」と申し出た。しかし一益は「諫言もっともなり、しかしけして軽率ではない、悪事千里を行くと云うことわざがある、国人が信長公の死去を他から聞けば、我々に隔意をもつであろうから、急いで城主どもを呼び集めよ」と廻書を遣わした。
この頃、箕輪城を明け渡した内藤昌月は謀叛を疑われ、内藤家に身を寄せていた保科正俊、保科正直等と共に一門命運も尽きたと覚悟していたところ、本能寺の変の知らせと合力の使いが滝川方よりもたらされ、驚くとともに安堵したと伝わる。
6月10日、上州の諸将を集めた一益は、信長父子兇変（きょうへん）を告げ、「我等は上方にはせ帰り織田信雄、信孝両公を守り、光秀と一戦して先君の重恩に報いねばならぬ。この機に乗じ一益の首をとって北条に降る手土産にしようと思う者は遠慮なく戦いを仕かけるがよい。それがしは北条勢と決戦を交え、利不利にかかわらず上方に向かうつもりだ。」（上毛古戦記）と述べた。
6月11日、一益は長昌寺(厩橋)で能を興行しているが、総構を大竹にて二重につくるほどの厳重ぶりであり、上野衆を討ち果たす計略ではないかとの噂が北条高広(旧厩橋城主)の家臣らの間で流れたという。
一方、一益は6月12日付けの書状で、上方の安否を聞いてきた小泉城（東毛）の富岡秀高（六郎四郎）に対し、「京都の情勢は、それ(信長死去)以後なんとも聞いてはおりません、別に変わったことはありません、」と書状を送っている。一益が集め真実を告げたのは、上州諸将の内、北条高広など主要な武将のみであったとも考えられる。

#### 沼田城の戦い
この報に際し、沼須城主（北毛）の藤田信吉が一益に対し反乱を起こした。藤田信吉は越後の長尾伊賀守に使いを出して上杉景勝に通じ、5千の兵を率いて滝川益重の兵4千が守る沼田城を攻め、水曲輪の一つを占拠した。6月13日、益重から報告を受けた一益が2万の兵（新田の滝川豊前、小幡、安中、和田、倉賀野、由良、館林の長尾、箕輪の内藤）を率いて駆けつけると藤田信吉は敗れ去り、泣く泣く越後へ落ち延びた。

#### 旧武田領の混乱
この頃、北信濃の森長可、南信濃の毛利長秀は領地を放棄してそれぞれ美濃と尾張に帰還し、甲斐の河尻秀隆は18日に武田遺臣により殺害されている。

### 北条氏の上野侵攻
本能寺の変は、北条氏にも伝わっており、6月11日、北条氏政は深谷の狩野一庵から本能寺の情報を得た事を滝川一益に伝え、引き続き協調関係を継続する旨を伝えている。但し狩野一庵は北条氏照の家老であり、既に深谷まで氏照の軍勢が北上していたことも示していた。更に北条氏は6月12日には、領国に動員令を発動しており、織田信長と信忠の死が確実な状況となると、北条氏直、氏邦が率いる5万の兵が上野に侵攻した。上野を治めてまだ3ヶ月しかたっていない一益は、厩橋城に滝川忠征、松井田城に津田秀政と稲田九蔵の兵1500騎、小諸城に道家正栄を残し、1万8千の兵を率い北条勢を迎え討った。

## 神流川の戦い

### 両軍の陣容
- 北条新九郎氏直：[13][1]
- 北条安房守氏邦：（鉢形）[13][1]
- 石巻勘解由：（相州はた）[13][1]
- 大藤長門守高直：[13][1]
- 松田尾張守：（岩槻）[13]
- 大道寺駿河守入道：（川越）[13]

- 井伊左馬佐貞時：[13]
- 芳賀伊代守秋國：（下総さくら）[13]
- 黒津上野介秋則：（下総さくら）[13]
- 高井主水正正秀：（下総さくら）[13]
- 伊勢備中守貞宗：（三州岡崎）[13][1]
- 田目権兵衛尉長定：（上総村田）[13]
- 波多野由左衛門恒武：（三州田口）[13]
- 石山大学廣清：（遠州掛川）[13]

- 原藤右衛門：（下総菰野）[13]
- 原田左近範吉：（下総菰野）[13]
- 岩田市左衛門信清：[13]
- 富田左近廣盛：[13]
- 保坂大炊介恒平：（房州館山）[13]
- 原田能登守範直：[13]
- 吉岡平右衛門：[13]
- 吉岡兵蔵次廣：[13]

- 成田左馬助：（武州忍）[13][14]
- 深谷兵佐か所：（武州深谷）[13]

- 上田入道安楽斎：（武州松山）[13]
- 上田上野介：（武州松山）[13]

尾張衆
- 滝川伊予守一益：[1][13]
- 滝川儀太夫：[13]
- 滝川彦四朗：（厩橋城在番）[1][13]
- 長崎図書亮：[1][13]
- 牧野傳蔵：[1][13]
- 谷崎忠右衛門尉：[1][13]
- 稲田九蔵重則：（松井田城在番[1]）[13]
- 津田小平次之清：（松井田城在番[1]）[13]

- 津田八朗五郎：[1]
- 津田治右衛門尉：[1]
- 津田修理亮：[1][13]
- 津田次左衛門定家：[13]
- 蔵田小次郎：[1]
- 日置文左衛門：[1]
- 佐野与八朗：[1]
- 太田助三郎永宗：[13]

- 栗田助三郎成頼：[13]
- 栗田金右衛門：[1]
- 岩田市右衛門：[1]
- 矢田五右衛門：[1]
- 山田主水：[1]
- 富田善太郎：[1]
- 富田喜太郎房信：[13]

関東衆
- 倉賀野淡路守秀景：（上州倉賀野）[15][16]
- 小幡上野介信貞：（上州小幡）[15][16][13]
- 内藤大和守昌月：（上州箕輪 ）[15][13]
- 高山遠江守定重：（上州東平井）[16][13]
- 和田石見守信業：（上州和田）[16][13]
- 白倉宗任：（上州白倉）[16]
- 安中左近廣盛：（上州安中）[13]
- 木部宮内少輔貞朝：（上州木部）[13]

- 北条高広：（上野厩橋）[14]
- 由良信濃守國繁：（上州金山）[15][13]
- 長尾但馬守顕長：（上州館林）[13]
- 長尾新六：（上州館林）[15]
- 長尾新五郎累繁：（上州館林）[13]
- 朝倉小治郎永時：（上州倉田）[13]
- 長根雅楽介：（武州長根）[15][16]
- 本庄近朝：（武州本庄）[16]

- 佐野宗綱：（野州佐野）[17]
- 真田安房守昌幸：（信州上田）[13]
- 芦田下総守信蕃幸成：（信州依田）[13]
- 芦田右衛門大夫幸盛：（上州藤岡）[13]
- 佐伯伊賀守：（小野田原）[13][1][18]
- 杉山本間入道：[15]

### 戦いの推移
6月16日、北条氏直が倉賀野方面に進軍した。
6月18日、初戦は滝川勢が、北条氏邦の配下であった斎藤光透とその弟・斎藤基盛が守る金窪城（武蔵児玉郡）と川井城を攻め、陥落させた。更に金窪原で行われた合戦では、信玄・勝頼の旧臣を主体とした上州衆と滝川勢が、北条氏邦の鉢形衆5千と戦い、石山大学、保坂大炊介を討ち取ったが、上州衆も佐伯伊賀守が討ち取られた。しかし最終的には北条方が敗れて追撃を受け二百余人が討ち取られた。またこの戦いに北条氏直も参加し、「鉢形衆3百人に加え氏直の身辺の者多数が討ち取られた」との記録もある（松平義行氏所蔵文書）。
6月19日の合戦では、先ず北条氏直が2万の兵を率い、滝川一益は手勢3千を率いて戦い、北条氏直の兵が敗走した。北条氏政はこれを見て1万の兵を弟の北条美濃守氏則(氏規)に与え滝川勢を囲み攻めた。一益は当初の手筈通りに後陣の上州衆を投入しようとしたが北条高広をはじめとする諸将の出足が鈍く進軍してこなかった。これを見て滝川一益は、関東衆は頼りにならないと考え、「運は天にあり、死生命あり、敵中に打ち入りて、討死せよ」と指示し敵中に討ち入った。この為、囲んだ北条方は逆に追い立てられ、最後には北条氏則が30騎程で打ってかかり滝川勢と渡り合った。この時、北条方の3百余人が討死したという。しかし兵を立て直した北条氏直が再度滝川勢を攻めると、滝川一益も夕刻には敗走した。この時、滝川方の重臣・篠岡、津田、太田、栗田など5百騎が踏み止まって討死し、滝川方の上州衆では木部貞朝、倉賀野秀景の子（五郎太、六弥太）等が討死した。

### 滝川一益の逃走
同19日、滝川一益は、倉賀野城を経て厩橋城に退却し、城下の長昌寺において戦死者の供養を行った。翌20日一益は上州衆の人質であった北条高広の次男などを解放し、そして同夜、上州衆を箕輪城に集め別れの酒宴を開いた。この時、一益が自ら鼓を打って、「武士の交り頼みある仲の酒宴かな」（羅生門）と謡うと、倉賀野秀景は「名残今はと鳴く鳥の」（源氏供養）と唄い、互いに名残惜しんだと伝わる。一益は太刀、長刀、金銀、秘蔵の懸物等を上州勢に与え、深夜に箕輪城を旅立った。
翌21日、滝川一益は松井田城にて津田秀政とその旗下・千五百騎を加えて2千強の兵とし、碓氷峠を越え、同日のうちに道家正栄が守る小諸城に着陣した。一益は、ここで佐久郡・小県郡の国衆の人質（依田康国や真田昌幸の老母など）を木曾義昌に引き渡すことにより木曽谷の通過の容認を得て、27日に小諸城を立った。この時、一益は、小諸城を依田信蕃に引き渡すよう、道家正栄に命じたという。
翌28日に滝川勢は下諏訪に着き、ここで木曾義昌の通行認可の返書を受け取り、木曽谷を通過し織田家の領国である美濃に入ると、尾張の清洲にて三法師（織田秀信）に拝礼し、7月1日に伊勢長島に帰還した。

## 影響

### 北条氏
勝利した北条氏直は、滝川一益を追う形でそのまま碓氷峠を越え、6月26日には佐久郡の諸豪を臣従させた。7月9日には真田昌幸が誼を通じ、小諸城まで進出、更に木曾義昌や諏訪頼忠に所領安堵状を与え、信濃も半ば手中するかに見えたが、同じく北信濃に進軍してきた上杉景勝と対峙することになった。また同9日に甲斐を徳川家康が抑えており、更に南信濃を伺った為、三つ巴の対立（天正壬午の乱）へと発展していった。なお一益が木曾義昌に引き渡した佐久・小県郡の人質は、9月17日に徳川家康に引き渡され、北条氏は佐久・小県郡の諸将に離反されている。

### 滝川氏
一方の敗れた一益は6月27日の清洲会議に出席出来ず、織田家における一益の地位は急落した。翌天正11年（1583年）正月、一益は織田信孝、柴田勝家に与して羽柴秀吉と激突、秀吉方の大軍7万近くを相手に3月まで粘り、柴田勝家の南進後も織田信雄と蒲生氏郷の兵2万近くの兵を長島城に釘付けにしたが、勝家が賤ヶ岳の戦いで敗れ、4月23日に北ノ庄において自害、4月29日には信孝も岐阜城を落とされ自害してしまう。残された一益は長島城で籠城し続け意地を見せたが、7月に降伏。これにより一益は所領を全て没収され、出家し入庵と号した。
天正12年（1584年）の小牧・長久手の戦いが始まると、今度は秀吉方として織田信雄の家臣・九鬼嘉隆と前田長定を調略し、信雄の長島城と徳川家康の清洲城の中間にある蟹江城を攻略、徳川・織田の主力を相手に半月以上籠城するが遂には敗れ、伊勢に逃れた。しかしこの功により秀吉から1万5,000石を与えられ大名に返り咲いた（蟹江城合戦）。同時に、一益は天徳寺宝衍、山上道及等と共に秀吉の東国外交を担っており、佐竹義重や梶原政景と書状を交わしている。その内容は秀吉の北条征伐を予告するものであり、彼らの活動は、その後の北条氏にとって不利に働いたと考えられる。天正14年（1586年）9月9日、滝川一益は病死した。

### 関東衆
残された滝川方の諸将のうち由良国繁と長尾顕長は、北条高広と同様に滝川一益と早々に手切れをして北条氏についている。その他の諸将も全て北条氏に降った。
富岡秀高は神流川の戦いにはどちらにも参陣しなかった為、北条氏直より不信を買っている。
内藤昌月は北条家に降り、箕輪城には北条氏邦が入ったが、内藤家に身を寄せていた保科正俊・正直親子は北条勢に同行して信濃に入り、高遠城を奪還している。その後、保科正直は徳川方に転じ真田昌幸の上田城攻めに参加し、内藤昌月は北条方に留まり真田昌幸の沼田城攻めに参加している。
天正10年（1582年）北条高広、真田昌幸は上杉景勝と結び、天正12年（1584年）由良国繁、長尾顕長は佐竹義重・宇都宮国綱・佐野宗綱と結び（沼尻の合戦）、それぞれ北条氏から離反するが真田昌幸を除いて皆敗れ、北条氏に再度降った。
天正18年（1590年）の豊臣秀吉の小田原征伐において、真田氏以外の諸将は北条傘下であった為、真田昌幸、佐野房綱（天徳寺宝衍）、由良国繁を除く諸氏（倉賀野氏、安中氏、内藤氏、和田氏、高山氏、深谷氏、上田氏、富岡氏、成田氏等）は皆没落した。なお真田昌幸の娘・於菊は宇多頼次に嫁いだが、関ヶ原の戦いにより宇多氏が没落し、一益の孫・滝川一積と再婚している。